# Calmotrinus turquinensis
Calmotrinus turquinensis – gatunek kosarza z podrzędu Laniatores i rodziny Agoristenidae. Jedyny znany przedstawiciel monotypowego rodzaju Calmotrinus.

## Występowanie
Gatunek jest endemiczny dla Kuby.